# New York bandái
A New York bandái (eredeti cím: Gangs of New York)  2002-ben bemutatott amerikai film Martin Scorsese rendezésében.

## Cselekmény
New York, 1862. A bűnbandák már ekkor uralták a nagyváros alvilágát, akik egymással is rendszeresen háborúskodtak a hírhedt „Öt pont” nevű területen. Amsterdam Vallon azért jött vissza ide, hogy bosszút álljon a helyi protestáns bandák vezérén, Hentes Billen, aki tizenhat éve megölte az apját egy leszámolásban. Bill azóta is ádáz harcot folytat a Vallonhoz hasonló katolikus ír bevándorlók ellen, aki egykori győzelmét, ahol Vallon apjával is végzett minden évben megünnepli. Vallon ekkorra tervezi a Billel való leszámolást...

## Szereposztás
| Színész                | Szereplő                | Magyar hang     |
| ---------------------- | ----------------------- | --------------- |
| Leonardo DiCaprio      | Amsterdam Vallon        | Hevér Gábor     |
| Daniel Day-Lewis       | Bill Cutting – a hentes | Csernák János   |
| Cameron Diaz           | Jenny Everdeane         | Für Anikó       |
| Jim Broadbent          | Boss Tweed              | Bács Ferenc     |
| Henry Thomas           | Johnny Sirocco          | Stohl András    |
| Liam Neeson            | Vallon – a pap          | Csankó Zoltán   |
| Brendan Gleeson        | Walter `Monk` McGinn    | Csuja Imre      |
| John C. Reilly         | Happy` Jack Mulraney    | Besenczi Árpád  |
| Gary Lewis             | McGloin                 | Józsa Imre      |
| Stephen Graham         | Shang                   | Holl Nándor     |
| Eddie Marsan           | Killoran                | Beratin Gábor   |
| Alec McCowen           | Raleigh tiszteletes     | Versényi László |
| David Hemmings         | Mr. Schermerhorn        | Kristóf Tibor   |
| Cara Seymour           | Boszorkány Maggie       |                 |
| Roger Ashton-Griffiths | P.T. Barnum             | Pálfai Péter    |
| Tim Pigott-Smith       | Kálvinista pap          | Izsóf Vilmos    |
| Barbara Bouchet        | Mrs. Schermerhorn       |                 |

## Fordítás
- Ez a szócikk részben vagy egészben  a   Gangs of New York című angol Wikipédia-szócikk fordításán alapul.  Az eredeti cikk szerkesztőit annak laptörténete sorolja fel. Ez a jelzés csupán a megfogalmazás eredetét és a szerzői jogokat jelzi, nem szolgál a cikkben szereplő információk forrásmegjelöléseként.

## További információ
- Hivatalos oldal
- New York bandái a PORT.hu-n (magyarul)
- New York bandái az Internetes Szinkronadatbázisban (magyarul)
- New York bandái az Internet Movie Database-ben (angolul)
- New York bandái a Rotten Tomatoeson (angolul)
- New York bandái a Box Office Mojón (angolul)